# Butterfly Effect (Travis Scott)
Butterfly Effect è un singolo del rapper statunitense Travis Scott, pubblicato il 15 maggio 2017 come primo estratto dal terzo album in studio Astroworld.

## Descrizione e pubblicazione
Durante un'esibizione a Portsmouth, Virginia, il 4 maggio 2017, Scott ha accennato all'uscita di nuova musica. Si sente Scott dire: "Sto per lanciare nuova musica. State per impazzire per qualche giorno".  La canzone è stata rilasciata insieme ad altre due canzoni di Scott su SoundCloud: A Man e Green & Purple. L'ultima ha visto la collaborazione del rapper statunitense Playboi Carti.

## Accoglienza
Lawrence Burney della rivista Vice ha detto: "Butterfly Effect è un numero da manuale confuso di Travis Scott, con cori che suonano stranamente simili a quelli di Slippery dei Migos". Madeline Roth di MTV ha detto che la canzone è "confusa" e "bassa -chiave".  Allo stesso modo, Tom Breihan di Stereogum ha detto: "Butterfly Effect è bassa e melodica, con una produzione tagliente del collaboratore di Drake Murda Beatz". L'ex presidente degli Stati Uniti Barack Obama ha detto che il brano è stato uno dei suoi preferiti del 2017.

## Promozione

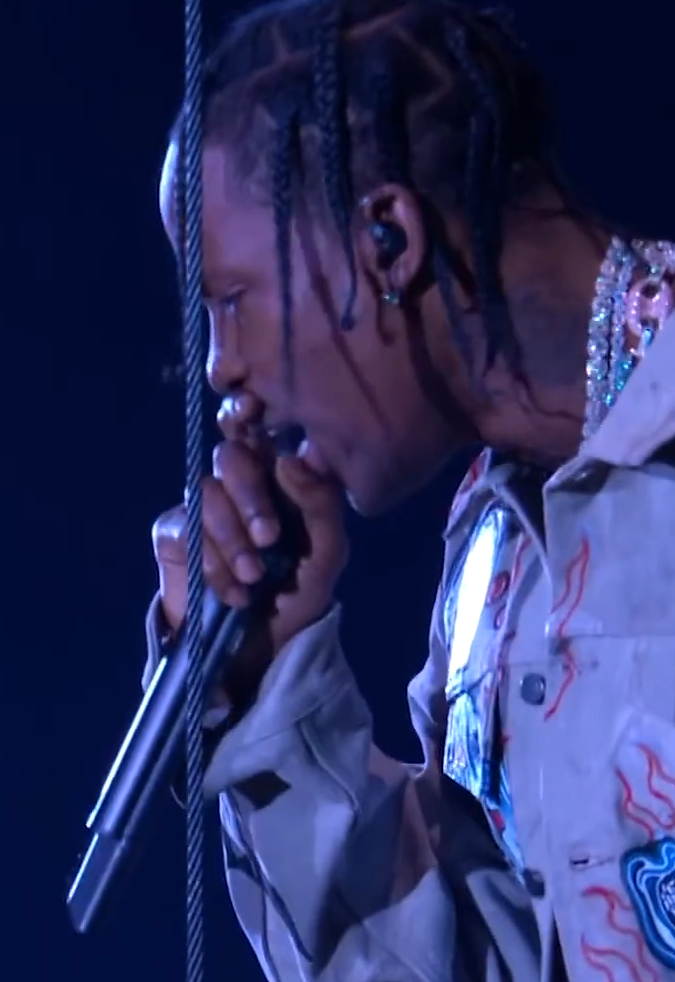
Travis Scott mentre si esibisce sulle note di Butterfly Effect agli MTV Europe Music Awards 2017

Il 17 maggio 2017, Scott ha eseguito per la prima volta Butterfly Effect in uno spettacolo a St. Louis. Il 27 agosto 2017, ha eseguito la canzone con i Thirty Seconds to Mars agli MTV Video Music Awards. Scott ha anche eseguito la canzone agli MTV Europe Music Awards il 12 novembre 2017.

## Video musicale
Il video musicale è stato reso disponibile il 13 luglio 2017 attraverso il canale Vevo-YouTube dell'artista.  È stato diretto da BRTHR, già alle riprese di Goosebumps (2016).

## Tracce
Testi di Jacques Webster II, Shane Lindstorm e Donald Paton, musiche di Murda Beatz e Felix Leone.
1. Butterfly Effect – 3:11

## Formazione
- Travis Scott - voce
- Murda Beatz - produzione
- Felix Leone - coproduzione
- Thomas Cullison - assistenza ingegneristica
- Mike Dean - master engineering
- Blake "Blizzy" Harden - ingegneria del mix, ingegneria discografica

## Successo commerciale
Butterfly Effect ha debuttato alla novantanovesima posizione della Billboard Hot 100 negli Stati Uniti nella settimana del 17 giugno 2017, e ha raggiunto la trentesima posizione dopo l'uscita di Astroworld.